# Infinite (álbum de Stratovarius)
Infinite é um álbum da banda finlandesa Stratovarius, lançado em 2000.

## Faixas

### Disco 1
| N.º | Título                       | Letras         | Música      | Duração |  |
| 1.  | "Hunting High And Low"       | Timo Kotipelto | Timo Tolkki | 4:08    |  |
| 2.  | "Millennium"                 | Tolkki         | Tolkki      | 4:09    |  |
| 3.  | "Mother Gaia"                | Tolkki         | Tolkki      | 8:18    |  |
| 4.  | "Phoenix"                    | Tolkki         | Tolkki      | 6:13    |  |
| 5.  | "Glory of the World"         | Jens Johansson | Johansson   | 4:53    |  |
| 6.  | "A Million Light Years Away" | Tolkki         | Tolkki      | 5:19    |  |
| 7.  | "Freedom"                    | Tolkki         | Tolkki      | 5:03    |  |
| 8.  | "Infinity"                   | Tolkki         | Tolkki      | 9:22    |  |
| 9.  | "Celestial Dream"            | Tolkki         | Tolkki      | 2:29    |  |

| Faixas bônus edição japonesa |                  |           |           |         |  |
| N.º                          | Título           | Letras    | Música    | Duração |  |
| 10.                          | "What Can I Say" | Kotipelto | Kotipelto | 5:12    |  |

| Faixas bônus edição limitada vinil/caixa |                    |           |           |         |  |
| N.º                                      | Título             | Letras    | Música    | Duração |  |
| 10.                                      | "It's a Mystery"   | Kotipelto | Tolkki    | 4:04    |  |
| 11.                                      | "Why Are We Here?" | Johansson | Johansson | 4:43    |  |

| Faixas bônus edição limitada |                        |           |        |         |  |
| N.º                          | Título                 | Letras    | Música | Duração |  |
| 10.                          | "Neon Light Child"     | Tolkki    | Tolkki | 5:06    |  |
| 11.                          | "Hunting High and Low" | Kotipelto | Tolkki | 4:19    |  |
| 12.                          | "Millennium"           | Tolkki    | Tolkki | 4:10    |  |

| Faixas bônus edição francesa |                  |           |           |         |  |
| N.º                          | Título           | Letras    | Música    | Duração |  |
| 10.                          | "Phoenix"        | Tolkki    | Tolkki    | 5:54    |  |
| 11.                          | "Keep the Flame" | Johansson | Johansson | 2:47    |  |

## Créditos
- Timo Kotipelto – vocal
- Timo Tolkki – guitarra, engenharia vocal, produção
- Jens Johansson – teclado
- Jörg Michael – bateria
- Jari Kainulainen – baixo
- Mikko Karmila – engenharia, mixagem
- Mika Jussila – masterização

## Desempenho nas Paradas Musicais e Certificações
| Parada Musical (2010)     | Posição | Certificação | Vendas/ shipments |
| ------------------------- | ------- | ------------ | ----------------- |
| Finnish Albums Chart      | 1       | ouro         | 21,907 +          |
| German Albums Chart       | 28      |              |                   |
| Oricon                    | 29      |              |                   |
| Greek Albums Chart (2010) | 32      |              |                   |
| Italian Albums Chart      | 34      |              |                   |
| Swedish Albums Chart      | 63      | ouro         | 19,578 +          |
| Polish Albums Chart       | 71      |              |                   |